# تنظيم الجهد
تنظيم الجهد (بالإنجليزية: Voltage Regulation)‏ في الهندسة الكهربية، وبصفة خاصة في هندسة أنظمة الطاقة، هو مقياس التغير في قيمة الجهد الكهربائي بين بداية ونهاية إرسال واستقبال العنصر في خطوط نقل الكهرباء أو التوزيع. في الهندسة الكهربية، خاصة هندسة تنظيم الجهد يصف قدرة النظام على مدى توفير جهد ثابت في حالات الحمل المختلفة. قد يشير أيضا إلى الخصائص الغير فعالة التي تنتج نتيجة انخفاض الجهد اثناء تغير ظروف الحمل، أو إلى التدخل الفعال مع الأجهزة لغرض معين من أجل ضبط الجهد.

## أنظمة الطاقة الكهربية
في انظمة الطاقة الكهربية الكمية غير معرفة تعرف في نهاية خط النقل على انها:
{\displaystyle {\text{Percent }}VR={\frac {|V_{nl}|-|V_{fl}|}{|V_{fl}|}}\times 100}
حيث:
Vnl'=قيم الجهد في حالة اللاحمل
Vfl=قيمة الجهد عند اقصى حمل
القيمة الصغيرة لتنظيم الجهد عادة تكون مفيدة. معادلة تنظيم الجهد مكن وصفها كالآتي "افترض ان الطاقة يتم توصيلها للحمل حيث ان الجهد عند هذا الحمل يكون الجهد المقنن، لو اختفى الحمل بعد ذلك، فان الجهد سوف يزداد ليصل إلى
تنظيم الجهد في خطوط النقل يحدث نتيجة مقاوقة الخطوط بين بدايتها ونهايتها.خطوط النقل في جوهرها تحتوى على مقاومة كهربية، الحث الكهربى والسعة الكهربية والتي تغير قيمة الجهد على طول الخط. كل من محصلة وزواية طور الجهد تتغير باستمرار على طول الخط. تاثيرات المقاوقة يمكن تمثيلها بالدوائر المبسطة مثل القيمة التقريبية للخط القصير (الاقل دقة), القيمة التقريبية للخط المتوسط (أكثر دقة) والقيم التقريبية للخط الطويل (الأكثر دقة).
القيمة التقريبية للخط القصير تتجاهل السعة الكهربية وتمثل المقاومة والحث لخط النقل كمقاومة وملف. مقاومة هذه المجموعة هي R + jL or R + jX.هناك تيار واحد في الخط القصير I = IS = IRويختلف عن الخط المتوسط والطويل حيث العناصر المجزئة للتيار يتم حسابها.
في معادلة الجهدVno load هو الجهد المقاس في نهاية الخط عندما تكون الدائرة مفتوحة. نموذج الخط القصير هو دائرة مفتوحة في هذه الحالة ولا يمر تيار ولذلك I = 0 A .والانخفاض في جهد الخط يعطى بقانون اومVline drop = IZline is 0 V. وعليه يكون جهد البداية وجهد النهاية متساويان. هذا ماسيصبح عليه جهد الخط في النهاية إذا لم يكن لديه معاوقة كهربائية. الجهد لن يتغير في الخط وبالتالى يكون السيناريو للمثالى لخط النقل.
Vfull load هو الجهد الحمل في نهاية الخط عندما يكون الحمل متصل ويمر تيار في خط النقل. الآن Vline drop = IZlineلا يساوى صفر لذلك جهد البداية والنهاية لا يكونان متساويان. التيار I يمكن ايجاده بقانون اوم باستخدام معاوقة الخط والحمل معا: {\textstyle I={\frac {V_{S}}{Z_{line}+Z_{load}}}}. ثمVR يعطى ب {\textstyle V_{S}-{\frac {V_{S}Z_{line}}{Z_{line}+Z_{load}}}}.
تاثير هذا النموذج على محصل الجهد وزاوية الطور توضح باستخدام مخطط المحاورالذي يرسمVR, VSوعناصر المقاومة والحث لVline drop.سيناريوهات معامل القدرة الثلاثة توضح الاتى (أ)الخط يخدم حمل حثى لذلك التيار يتاخر عن جهد الاستقبال النهائى،(ب)الخط يخدم حمل حقيقى لذلك التيار وجهد الاستقبال النهائى في طور واحد،(ج) الخط يخدم حمل سعوى لذلك التيار يسبق جهد الاستقبال النهائى. في جميع الحالات مقاومة R الخط تسبب انخفاض الجهد الذي يكون في طور مع التيار، معاوقة الخط X تسبب انخفاض الجهد الذي يسبق التيار بزاوية 90 درجة.
انخفاضات الجهد مضافة إلى جهد الاستقبال النهائى تعزو من VR إلى VS في الدائرة التقريبية للخط القصير. المجموع الاتجاهي ل VR وانخفاض الجهد يساوى VS والاشكال التوضيحية تظهر انVS لايساوى VR في المحصلة أو زاوية الطور.
الاشكال التويضيحة تظهر ان زاوية طور التيار في الخط تؤثر بوضوح على تنظيم الجهد. تاخر التيار في (أ)تجعل المقدار المطلوب من جهد الإرسال كبير إلى حد ما بالنسبة لجهد الاستقبال، فرق زاوية الطور بين جهد الاستقبال والإرسال تكون صغيرة، بالرغم من ذلك تقدم التيار في (ج) يسمح في الواقع ان مقدار جهد الإرسال اصغر من جهد الاستقبال لذلك يزداد باستمرار على طول الخط. في (ج) طور التيار له تاثير صغير على مقدار الجهد بين البداية والنهاية، ولكن تتغير زاوية الطور كثيرا.
خطوط النقل تخدم الاحمال الحثية والتي تكون محركات توجد في كل مكان مثل الاليكترونيات الحديثة والالات. نقل كمية كبيرة من القدرة غير الفعالة Qاللاحمال الحثية تجعل التيار يتاخر عن الجهد، تنظيم الجهد يتاثر بنقص الجهد. نقل كمية كبيرة من القدرة الفعالة P اللاحمال الواقعية، التيار يكون في طور مع الجهد. تنظيم الجهد في هذا البسيناريو يتاثر بنقص زاوية الجهد بدلا من مقداره.احيانا يستخدم تنظيم الجهد ليصف عملية يتم فيها تقليل VR خاصة الدوائر الخاصة والاجهزة.

## معاملات امداد الطاقة إلكترونية
| المعامل               | الرمز | الوصف |
| --------------------- | ----- | --- |
| تنظيم الخط            | Sv    | يقيس القدرة ليظل جهد الخرج ثابت، باهمال متغيرات جهد الدخل                                                                         |
| تنظيم الحمل           | Ro    | يقيس القدر ليظل جهد الخرج ثابت، باهمال حجم نظام الاحمال                                                                           |
| اعتمادية درجة الحرارة | ST    | يقيس القدرة ليظل جهد الخرج ثابت، باهمال تغيرات درجة الحرارة للعناصر الكهربية تبعا للنظام خاصة الاجهزة المعتمدة على اشباه الموصلات |

## تنظيم توزيع المغذى
تهدف المرافق الكهربية لتوفير الخدمة للمستهلكين عند مستوى جهد محدد. مثال 220 فولت أو 240 فولت. بالرغم من نتيجة قانون كيرشوف. مقدار الجهد ومن هنا خدمة توصيل الجهد للمستهلكين تتغير عبر الموصل، في الواقع مثل توزيع المغذى (انظر توزيع الكهرباء). بالاعتماد على القانون والممارسة العامة، خدمة الجهد مع حد مسموح مثل ± 5% أو ± 10% تعتبر مقبولة.
لكى يظل الجهد في الحد المسموح مع تغير ظروف الحمل، يتم عادة توظيف الاجهزة المختلفة.
مغير الجهد في محول الفرعي يغير نسبة التحويل ليستجيب تيار الحمل وبالتالي تعديل الجهد في نهاية المغذى.
منظم الجهد هي محولات ضرورية مع مغير الجهد لتعديل الجد على طول المغذى لكى يتوافق مع انخفاض الجهد في المسافات البعيدة.
مكثف تقوم بتقليل انخفاض الجهد على طول المغذى بتقليل التيار المار اللأحمال باعتبارها قدرة غير فعالة.
جيل جديد من الاجهزة لتنظيم الجهد تعتمد على تكنولوجيا الحالة الصلبة وتعتبر في مراحلها الاقتصادية الأولى.
تنظيم التوزيع يتضمن (نقطة التوزيع). النقطة التي عندها المعدة تحاول ان تبقى الجهد ثابت. المستهلكون البعيدون عن هذه النقطة يلاحظون تغير: جهود عالية عند الاحمال الخفيفة وجهود منخفضة عند الاحمال الثقيلة. المستهلكون القريبون يلاحظون التغير العكسي: جهود عالية عند الاحمال الثقيلة وجهود منخفضة عند الاحمال الخفيفة.

## المصاعب نتيجة توزيع التوليد
التوليد الموزع، خاصة الخلايا الكهروضوئية تصل عند مستوى توزيع، توجد عدد من التحديات الواضحة لتنظيم الجهد.

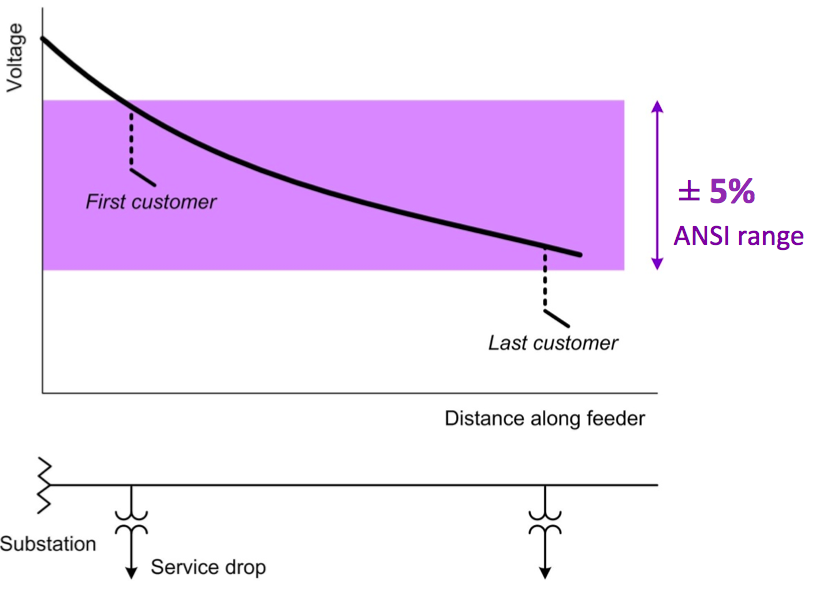
Typical voltage profile expected on a distribution feeder with no DG. This voltage profile results from the fact that current through feeders with no DG decreases with distance from the substation.

معدات تنظيم الجهد التقليدية تعمل بافتراض ان جهد الخط يتغير بشكل متوقع مع المسافة بطول المغذى. تحديدا، جهد المغذى يقل بزيادة المسافة عن المحطة الفرعية نتيجة لمعاوقة الخط ومعدل انخفاض الجهد يقل بعيدا عن المحطة. بالرغم من ذلك هذه النظرية لا تحدث عندما يوجد التوليد الموزع. مثال، مع التركيز العالي للتوليد الموزع بطول المغذى سيختبر تغذية التيار عند النقطة التي فيها الجهد اقل قيمة. إذا كان الحمل صغير كفاية، فان التيار يسير في الاتجاه العكسي (باتجاه المحطة الفرعية), ناتجة ان الجهد يزداد مع المسافة بعيدا عن المحطة الفرعية. الجهد العاكس يربك اجهزة التحكم التقليدية. في سيناريو مثل هذا مغير الجهد يتوقع ان الجهد يقل مع المسافة بعيدا عن المحطة وربما يختار نقط التشغيل التي تسبب انخفاض في الجهد ليتجاوز حدود التشغيل المسموح بها.مشاكل تنظيم الجهد سبب التوليد الموزع تعقد بسبب ان المرافق لاتستخدم اجهزة مراقبة بطول المغذى.
```

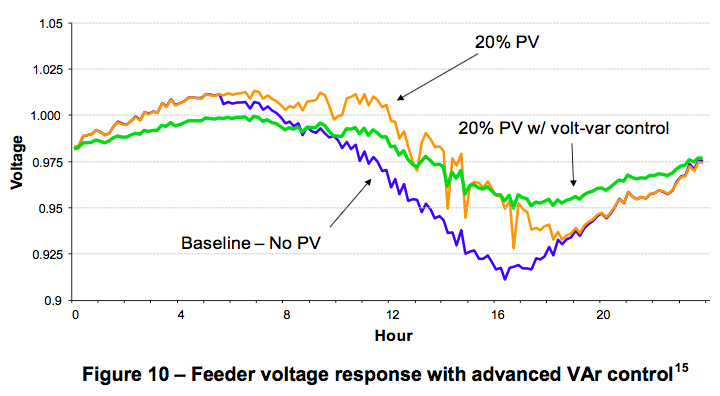
Comparison of 24 hour voltage swings on a feeder with no PV, 20% PV and 20% PV with volt-VAR control.

بسبب ندرة المعلومات عن جهد التوزيع والاحمال تصبح صعبة على المرافق ات تعمل التعديلات الضرورية للحفاظ على جهد التشغيل المسموح به.
```

بالرغم ان التوليد الموزع يضع عدد من التحديات الواضحة لتنظيم الجهد عند مستوى التوزيع، استخدام اجهزة القدرة الاليكترونية الذكية، التليد الموزع في الحقيقة يستطيع ان يخدم تنظيم الجهد. مثال، الخلايا الكهروضوئية متصلة بالمحطة من خلال عاكس مع اجهزة تحكم في الجهد والقدرة غير الفعالة. الدراسات التي قام بها المعمل القومى للطاقة المتجددة ومعهد البحث عن الطاقة الكهربية وجد ان عندما يضاف التحكم في الجهد والقدرة غير الفعالة للمغذى مع 20% من الخلايا الكهروضوئية، تغيرات الجهد اليومية تقل بوضوح.

## المحولات
احد مشاكل تنظيم الجهد المحول. العناصر غير المثالية في المحول تسبب تغير في الجهد عندما يمر تيار. في حالة اللاحمل ولا يمر تيار عبر الملفات الثانوية، Vnl تعطى من النموذج المثالى حيث VS = VP*NS/NP.
انظر إلى الدائرة المكافئة واهمل العناصر المجزئة للتيار.واحدة تشير إلى المقاومة والحث في الثانوى وترى ان جهد الثانوى في حالة اللاحمل يعطى بالفعل بالنموذج المثالى. عندما يصل المحول إلى الحمل الكامل يحدث انخفاض في جهد مقاومة الملف يتسبب انخفاض جهد الحمل عن المتوقع. 
التعريف السابق هذا يصل إلى ان تنظيم الجهد يجب ان يعتير مستخدما في المحول.